# Gołańcz Pomorska
Gołańcz Pomorska is een plaats in het Poolse district  Gryficki, woiwodschap West-Pommeren. De plaats maakt deel uit van de gemeente Trzebiatów en telt 446 inwoners.